# G-Cans

Le G-Cans (anglais : Metropolitan Area Outer Underground Discharge Channel, 首都圏外郭放水路 (shutoken gaikaku hōsuiro) en japonais, qui se traduit par « tunnel anti-inondation de la zone métropolitaine extérieure »), est un projet d'infrastructure hydraulique à Kasukabe (dans la Préfecture de Saitama, au Japon). Il s’agit de l'un des plus grands systèmes souterrains de contrôle des inondations du monde, et est parfois appelé le « temple souterrain » du fait de sa composition en piliers alignés.

## Histoire
En 1991, un cyclone tropical (Typhon Mireilles) frappe la région du nord de Tokyo et inonde 30.000 foyers. Cet incident est annonciateur d'un plus grand déluge imminent qui pourrait toucher le système de métro de la ville et convainc les autorités japonaises de prendre des mesures adéquates.
Les travaux du système de régulation souterrain ont commencé en mars 1993, avant sa première mise en service en juin 2006. Le coût des travaux s'est élevé à 2,6 milliards de dollars. Pour le renforcement des tunnels, les plaques de béton ont été emboîtées avec une méthode d'emboîtement plutôt que d'utiliser la méthode traditionnelle de boulonner les plaques les unes aux autres. Outre le gain de temps, l'application de cette méthode permet aussi d'atteindre un lissage quasi parfait des parois. Six entreprises de construction ont travaillé sur le chantier.
En août 2008, des pluies torrentielles ont frappé la région. Le G-Cans a permis de dévier douze millions de mètres cubes d'eau. À la suite de son inauguration, il est décidé de construire le réservoir Furukawa sur un modèle similaire à G-Cans pour accroître le contrôle des eaux autour de Tokyo.

## Description
Le G-Cans a été construit afin de prévenir les débordements des rivières de petites et moyennes tailles telles que la rivière Naka, la rivière Kuramtsu et la rivière Oootoshifurutone. Des silos géants (hauts de 65 mètres, 32 mètres de diamètre) positionnés près de chaque rivière capturent les excès d'eau et les redirigent vers la rivière Edo après avoir parcouru les 6,5 km du tunnel (dix mètres de diamètre) à cinquante mètres sous terre. Les cuves de stockage des eaux font 177 mètres de long, 78 mètres de large, et 25 mètres de haut, et sont interconnectées,.
Lorsque l'eau dans les cuves de stockage atteint un certain niveau, quatre turbines d’une puissance de 10 MW chacune (puissance cumulée de 14 000 chevaux) recrachent l'eau des cuves avec un débit combiné de deux cents mètres cubes par seconde. Les 59 piliers dans les cuves géantes pèsent cinq cents tonnes chacun. Le G-Cans est principalement en activité lors de la saison des pluies, de juin à novembre.
En dehors de la saison des pluies, il est possible de visiter le réservoir et le musée à condition de parler japonais ou d'être accompagné de quelqu'un pour faire la traduction du fait que les excursions sont en japonais uniquement. La visite dure seulement 10 minutes.
Le mot G-Cans dérive du mot japonais gesuikanaru qui signifie canal de drainage.

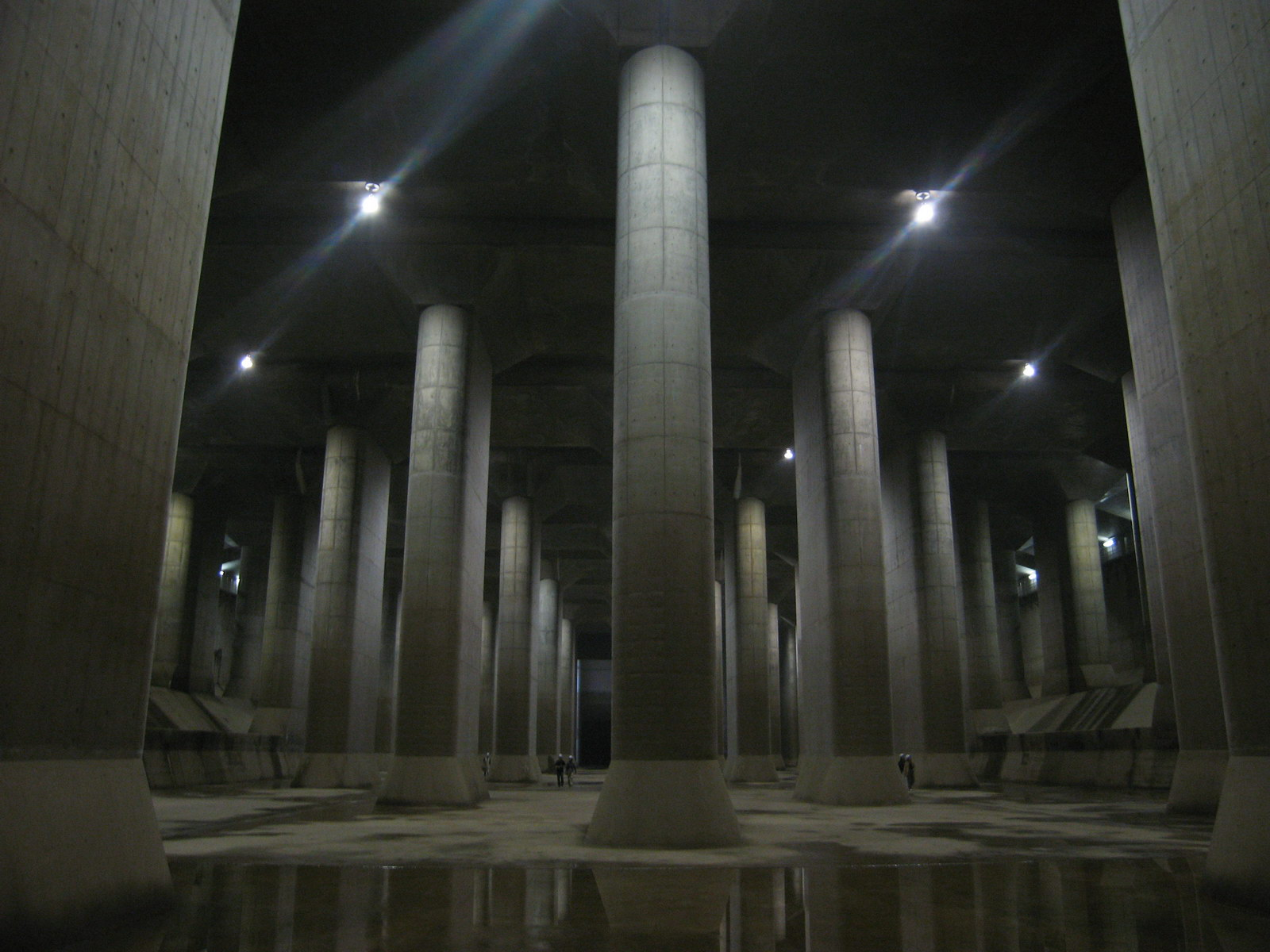
Cuve géante.
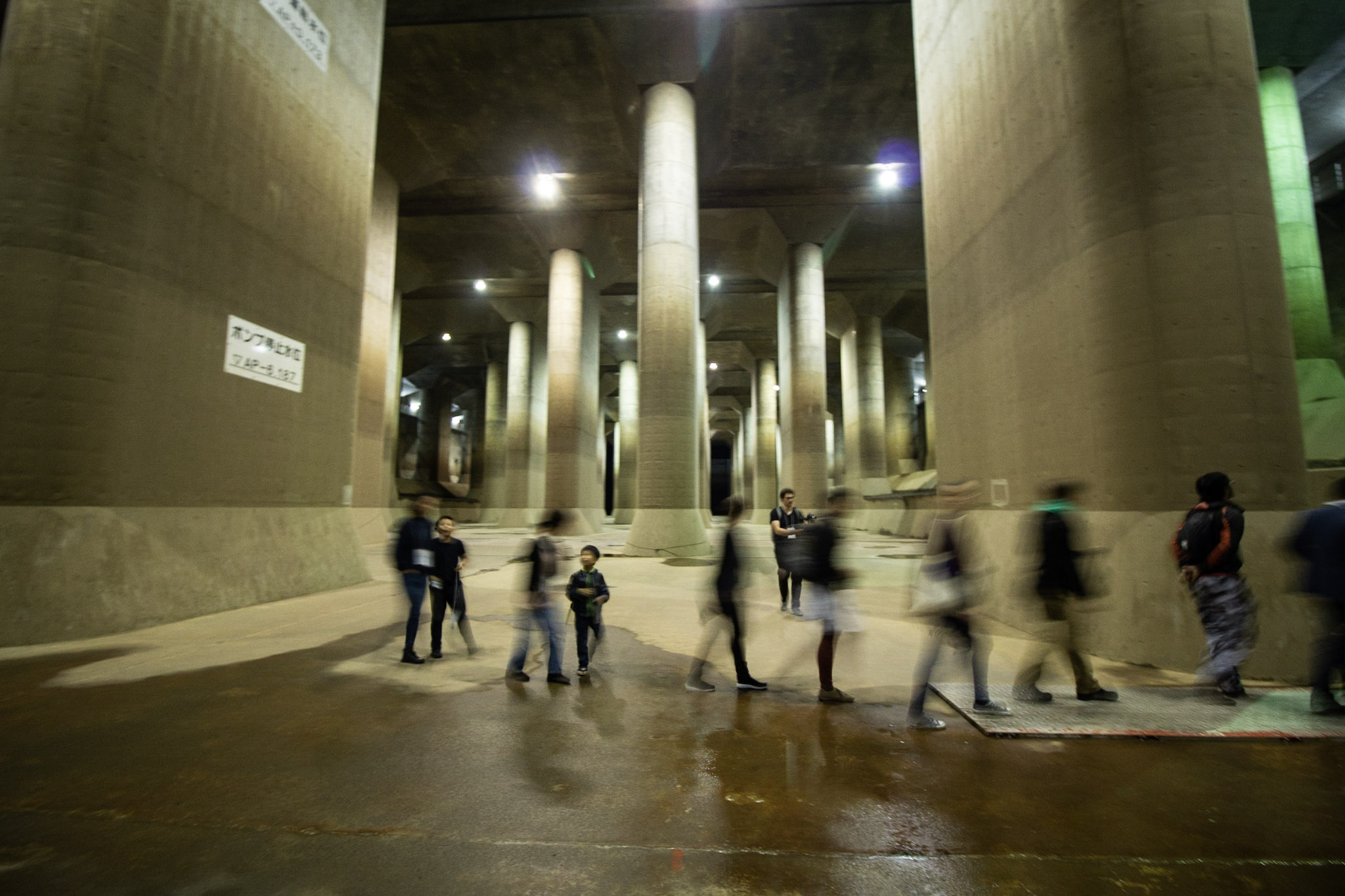
Visite d'une cuve géante.
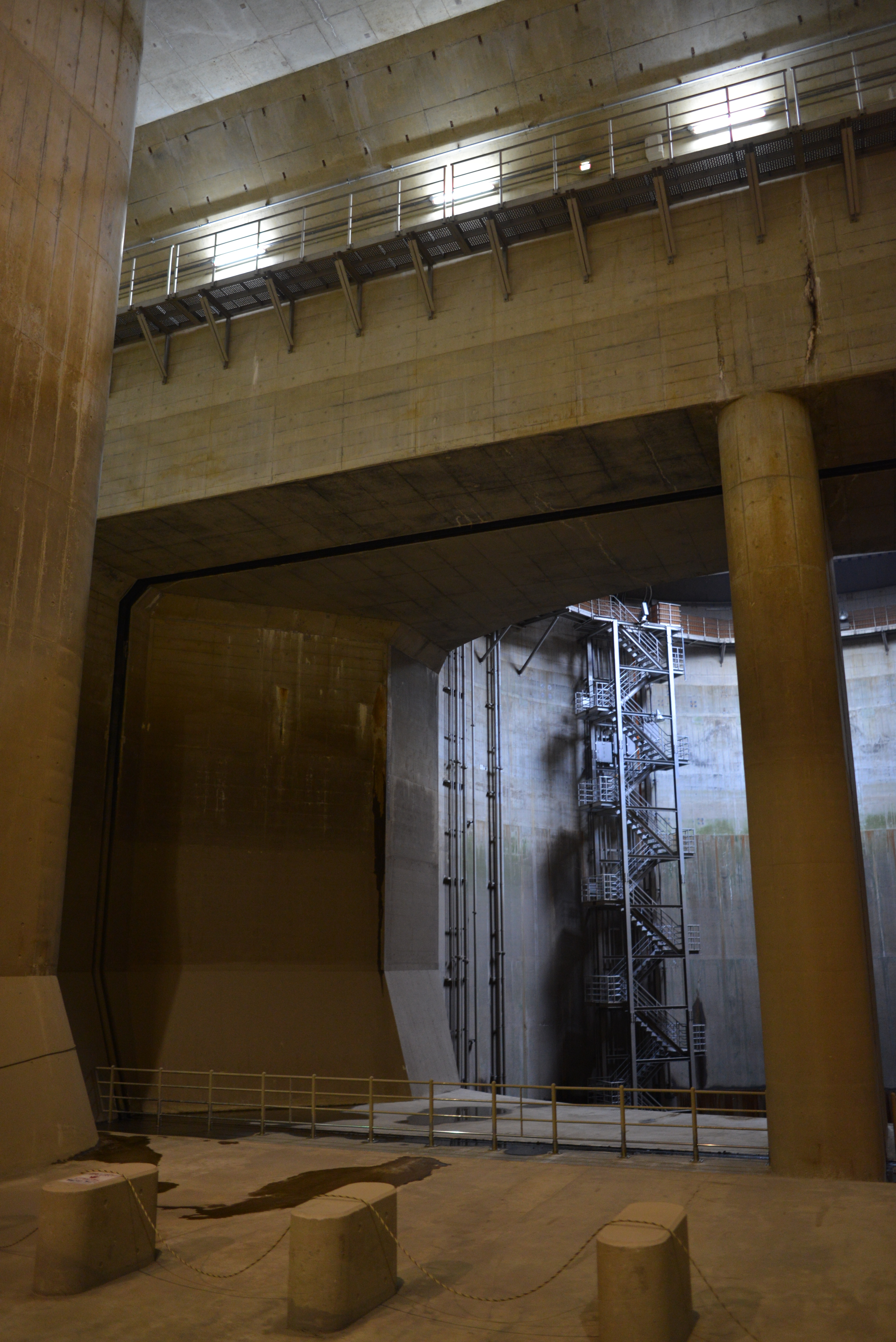
Escalier d'évacuation.
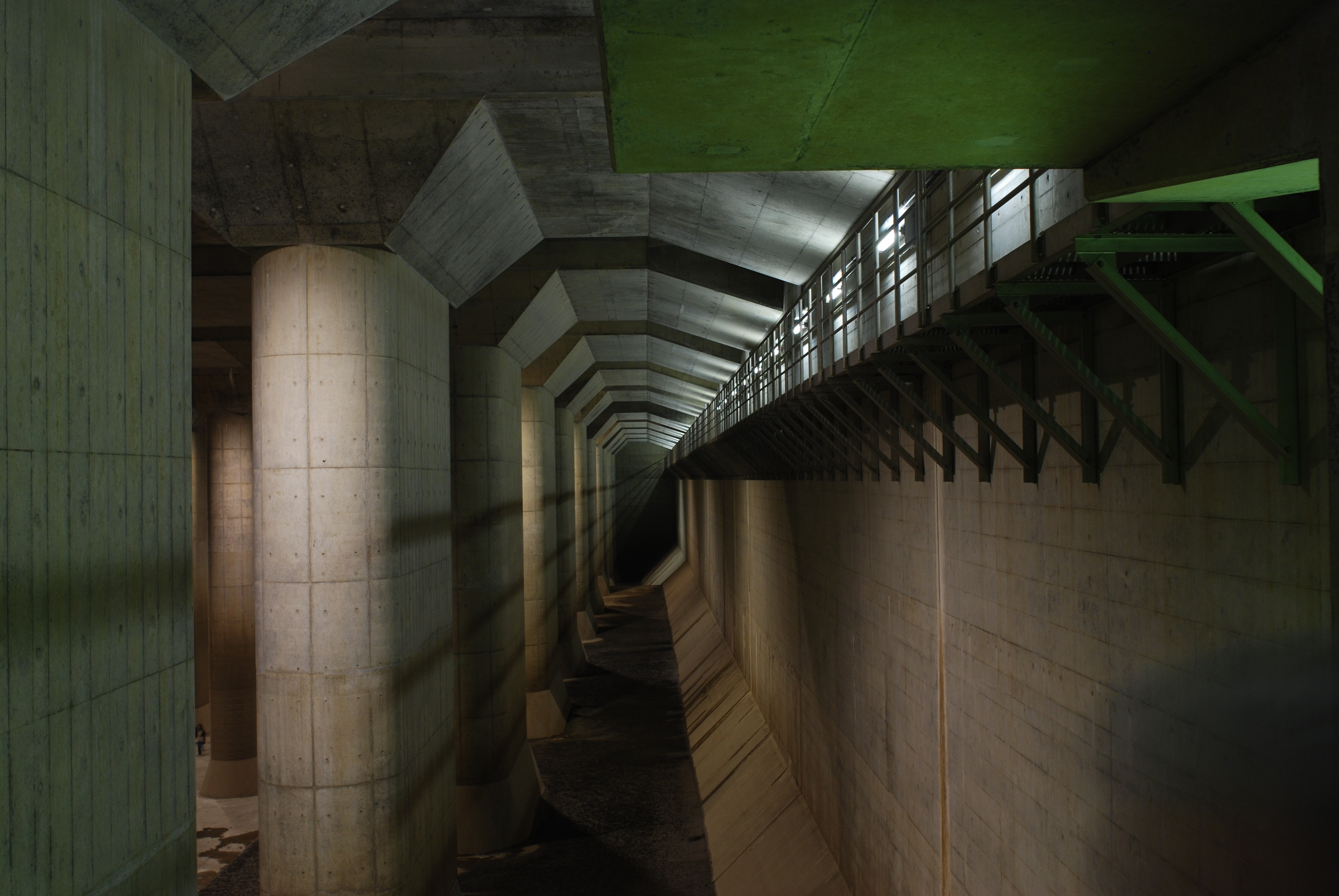
Passerelle dans cuve géante.
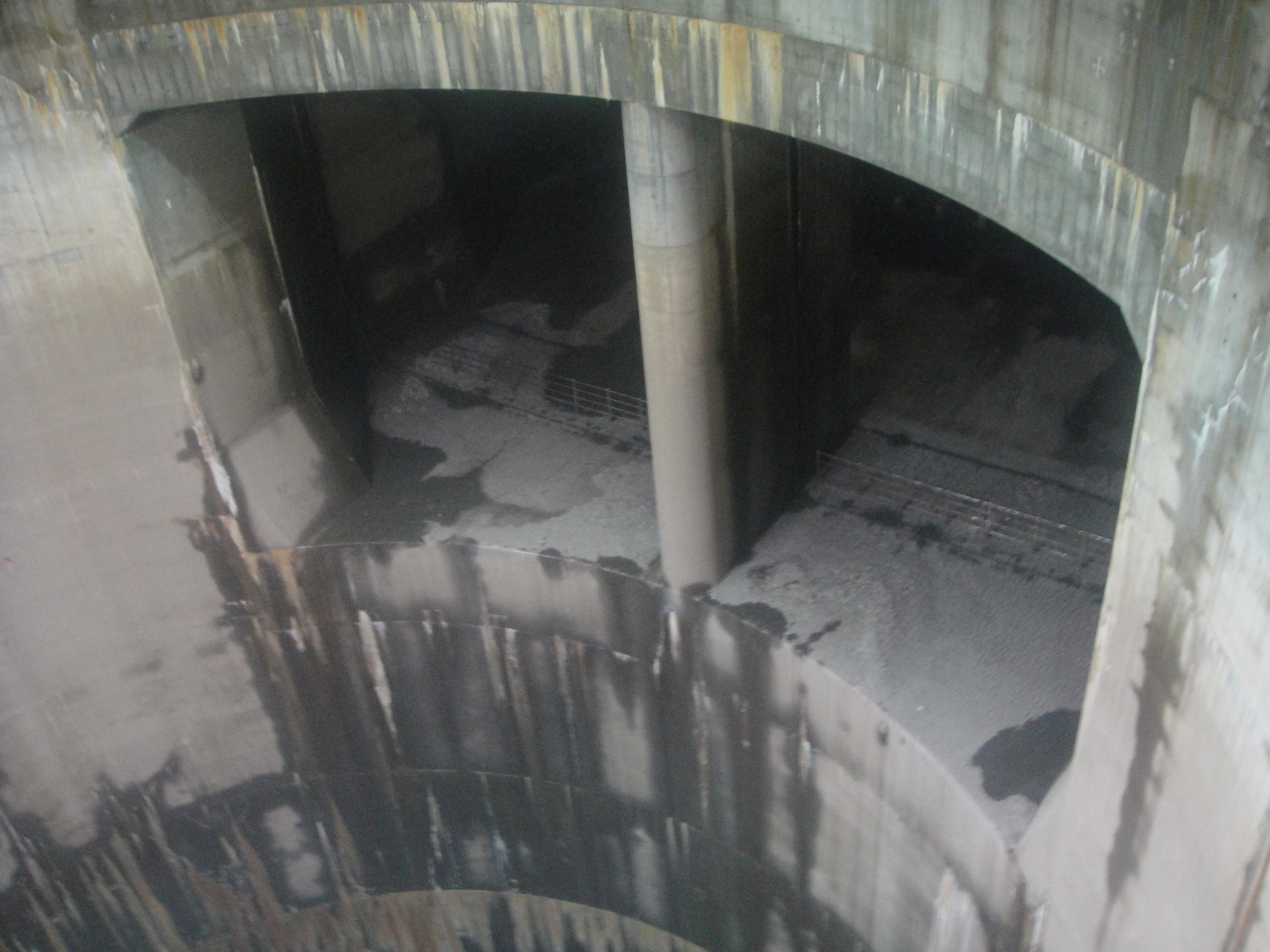
Embouchure d'arrivée d'eau.
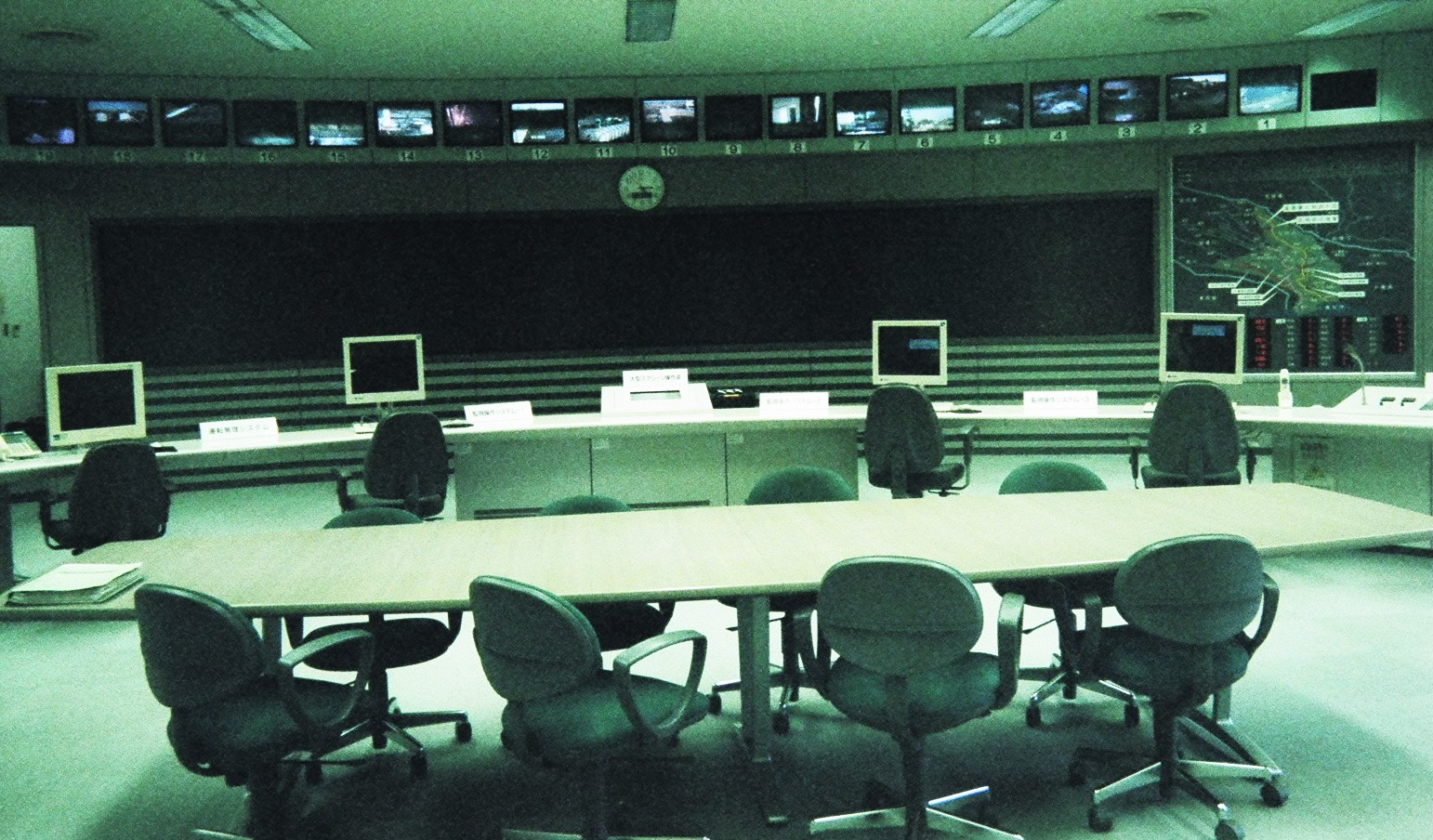
Salle de contrôle.
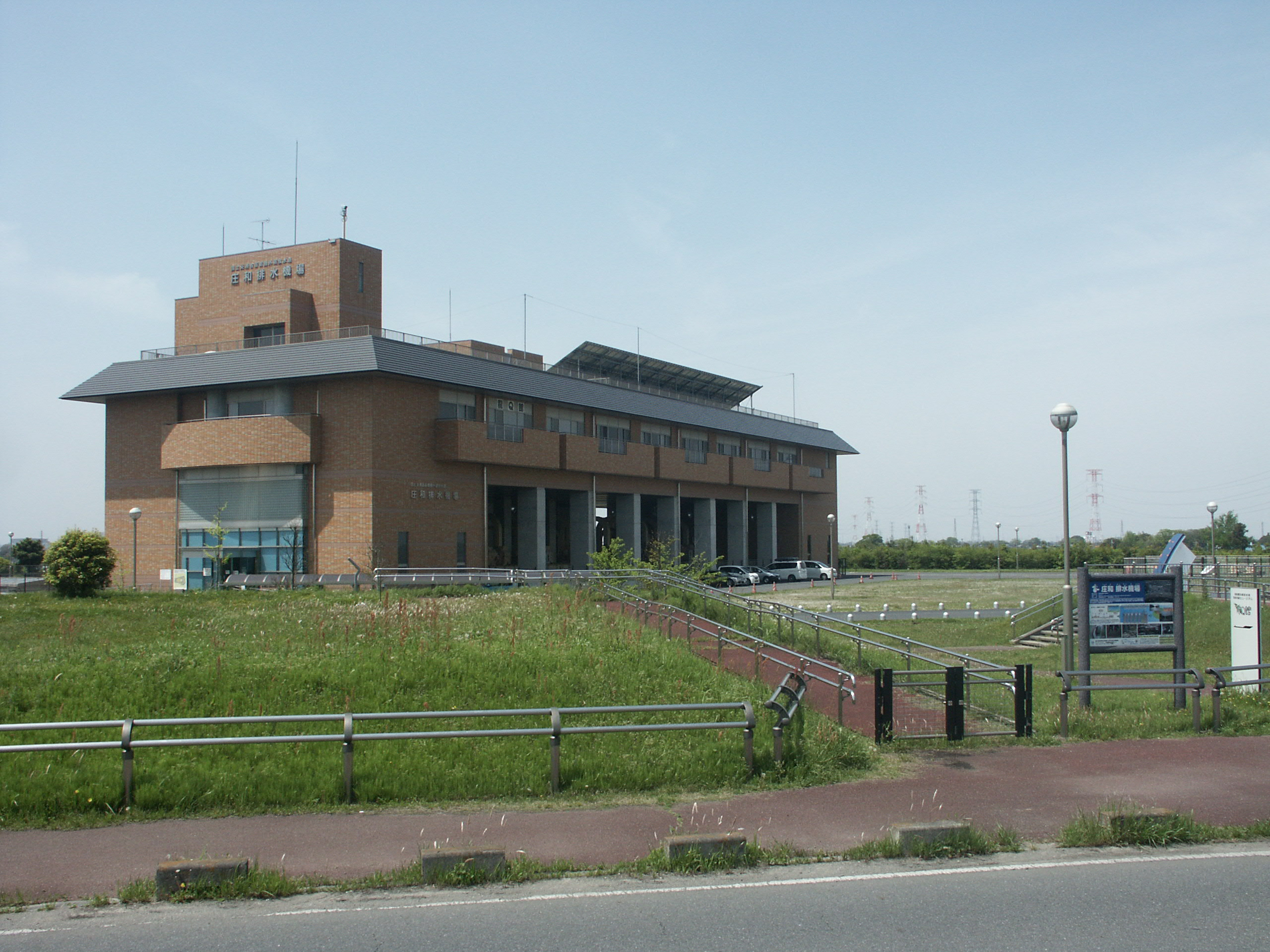
Station de drainage.

### Pages liées
- Plaine du Kantō